# Nikolaj Ottovič Essen
Nikolaj Ottovič Essen (rusko Никола́й О́ттович Э́ссен), ruski mornariški častnik, * 23. december 1860, Sankt Peterburg, † 20. maj 1915, Reval, Ruski  imperij.
Velja za enega najpomembnejših admiralov Ruske imperialne mornarice med prvo svetovno vojno.

## Življenjepis
Izhaja iz plemiške rodbine baltskih Nemcev Essen. Njegovi predniki so več kot dve stoletji služili v Ruski imperialni mornarici in sedem jih je prejelo red svetega Jurija, najvišje vojaško odlikovanje Ruskega imperija. Prejel je domačo izobrazbo in tekoče govoril angleško, francosko, rusko ter materni nemški jezik.
Služil je v Tihooceanski floti (1892–1896) in sredozemski eskadri (1897–1902). Poveljeval je minolovcu, topnjači in parniku. Nato se je vrnil na Tihooceansko floto, kjer je poveljeval križarki Novik z matičnim pristaniščem v Vladivostoku. Na začetku rusko-japonske vojne je admiral Stepan Osipovič Makarov Essnu zaupal poveljevanje bojne ladje Sevastopol v Port Arthurju.
Sodeloval je v bitki v Rumenem morju in obrambi Port Arthurja. Ko je izvedel za padec trdnjave Port Arthur, je bojno ladjo Sevastopol potopil v globokem morju in to je bila edina bojna ladja, ki je Japonska vojna mornarica po vojni ni mogla dvigniti. Za svoja dejanja je bil odlikovan z redom svetega Jurija 3. stopnje in bil povišan v kapitana. 
Na koncu vojne je postal kapitan oklepne križarke Rjurik. Leta 1908 je postal kontraadmiral, leta 1909 pa prvi poveljnik Baltske flote. Leta 1913 je postal admiral.
Priznan je kot en najbolj sposobnih ruskih admiralov v prvi svetovni vojni. V prvem letu vojne je energično vodil Baltsko floto, ki je bila sestavljena iz štirih bojnih ladij, petih križark, štirih lahkih križark, 62 torpednih čolnov in 12 podmornic. Maja 1915 se je okužil s pljučnico in nepričakovano umrl. Njegov sin Antonij je umrl v boju kot poveljnik podmornice AG-14 24. oktobra 1917, njegovi hčerki pa sta se poročili s pomorskimi častniki.
Po njem je bila poimenovana fregata Admiral Essen ruske Črnomorske flote.